# Aicurzio
Aicurzio (lombardul: Icurcc) település Olaszországban, Lombardia régióban, Monza e Brianza megyében. Lakosainak száma 2079 fő (2023. január 1.). Aicurzio Sulbiate, Verderio és Bernareggio községekkel határos.

## Népesség
A település népességének változása:
| Lakosok száma | 2064 | 2099 | 2122 | 2079 |
|               | 2013 | 2017 | 2018 | 2023 |